# Società Polisportiva Ars et Labor 1907 2007-2008
Questa pagina raccoglie le informazioni riguardanti la Società Polisportiva Ars et Labor 1907 nelle competizioni ufficiali della stagione 2007-2008.

## Stagione
Nella stagione 2007-2008 la SPAL tenta nuovamente di raggiungere la Serie C1, che dal prossimo torneo sarà denominata Lega Pro Prima Divisione. Leonardo Rossi non viene confermato in panchina: al suo posto viene chiamato Francesco Buglio. L'allenatore viene poi provvisoriamente avvicendato con il suo secondo Roberto Labardi, ex giocatore spallino amato dal pubblico. Dopo altre due giornate viene chiamato Angelo Alessio che porta la SPAL ai play-off con il quarto posto. L'acquisto di maggior nome è il centravanti argentino Cristian La Grottería, le sue undici reti e le sue giocate non basteranno però ai biancazzurri per ottenere la promozione sul campo. La SPAL parte bene mantenendo le prime posizioni, ma dopo la pausa natalizia cala. Ai play-off vince la semifinale di andata in casa contro il Portogruaro per 2-1. Al ritorno i biancoazzurri conducono per 2-0, ma crollano incredibilmente subendo tre reti in mezz'ora, venendo quindi eliminati. Si aprono mesi di incertezza: il patron Gianfranco Tomasi infine concretizza il passeggio della società a Cesare Butelli, emiliano residente a Lucca. Si apre una nuova era che nasce sotto i migliori auspici, anche perché arriva la notizia del ripescaggio in Lega Pro Prima Divisione, l'ex Serie C1. A Ferrara rinasce l'entusiasmo.

## Rosa
| N. |                    | Ruolo | Calciatore          |
| -- | ------------------ | ----- | ------------------- |
|    | Italia (bandiera)  | A     | Marco Agostinelli   |
|    | Italia (bandiera)  | C     | Marco Andreotti     |
|    | Italia (bandiera)  | C     | Andrea Barbi        |
|    | Italia (bandiera)  | D     | Mauro Bianchi       |
|    | Italia (bandiera)  | A     | Nicola Bisso        |
|    | Italia (bandiera)  | P     | Gianni Careri       |
|    | Siria (bandiera)   | C     | Chadi Cheikh Merai  |
|    | Camerun (bandiera) | C     | Divine Fonjock      |
|    | Italia (bandiera)  | A     | Raffaele Franchini  |
|    | Italia (bandiera)  | C     | Giovanni Furlanetto |
|    | Italia (bandiera)  | C     | Guido Ghetti        |

| N. |                      | Ruolo | Calciatore            |
| -- | -------------------- | ----- | --------------------- |
|    | Italia (bandiera)    | D     | Fabio Gianella        |
|    | Italia (bandiera)    | D     | Mirco Giorgi          |
|    | Argentina (bandiera) | A     | Cristian La Grottería |
|    | Italia (bandiera)    | C     | Gianluca Laurenti     |
|    | Italia (bandiera)    | P     | Gabriele Millemaggi   |
|    | Italia (bandiera)    | C     | Paolo Rossi           |
|    | Italia (bandiera)    | C     | Eros Schiavon         |
|    | Italia (bandiera)    | D     | Cristian Servidei     |
|    | Svizzera (bandiera)  | A     | David Sesa            |
|    | Italia (bandiera)    | D     | Gianmario Specchia    |
|    | Italia (bandiera)    | D     | Alessandro Turone     |

## Risultati

### Serie C2 (girone B)

#### Girone di andata
| Arbitro: | Ballo (Trapani) |

|                                                |           |                |
| Marolda 25’ Margarita 55’ (rig.), 90+3’ (rig.) | Marcatori | 59’, 80’ Bisso |

| Arbitro: | Valentini (Città di Castello) |

|              |           |  |
| P. Rossi 32’ | Marcatori |  |

| Arbitro: | Grazioli (Maniago) |

|                                  |           |                                      |
| Gómez 17’ Tasso 33’ D'Andria 53’ | Marcatori | 48’ Giorgi 84’ (rig.) M. Agostinelli |

| Arbitro: | Barbeno (Brescia) |

|                       |           |  |
| Chadi 35’ Bisso 90+2’ | Marcatori |  |

| Arbitro: | Massa (Imperia) |

|                      |           |                        |
| Negro 18’ Fommei 57’ | Marcatori | 6’ Franchini 69’ Chadi |

| Arbitro: | Barbiero (Vicenza) |

|                                         |           |  |
| La Grotteria 8’, 30’ Sesa 55’ Bisso 86’ | Marcatori |  |

| Arbitro: | Liotta (Caltanissetta) |

|                                 |           |                 |
| Mortelliti 6’ Cunico 83’ (rig.) | Marcatori | 5’, 90+3’ Bisso |

| Arbitro: | Tidona (Torino) |

|                              |           |  |
| Specchia 33’ Sesa 55’ (rig.) | Marcatori |  |

| Arbitro: | Calvarese (Teramo) |

|              |           |           |
| Ghidotti 66’ | Marcatori | 40’ Bisso |

| Arbitro: | Tramontina (Udine) |

|                                |           |                                  |
| Berrettoni 3’ (rig.) Zubin 10’ | Marcatori | 78’ Franchini 90+1’ La Grotteria |

| Arbitro: | Giancola (Vasto) |

|                        |           |  |
| Bisso 14’ P. Rossi 51’ | Marcatori |  |

| Arbitro: | Gallione (Alessandria) |

|           |           |                           |
| Manzo 50’ | Marcatori | 3’ La Grotteria 31’ Bisso |

| Arbitro: | Cafari Panico (Cassino) |

|                    |           |           |
| M. Agostinelli 50’ | Marcatori | 21’ Chaib |

| Arbitro: | Paoloemilio (Lanciano) |

|  |           |                                |
|  | Marcatori | 20’ Bisso 61’ Sesa 90+3’ Chadi |

| Arbitro: | Colasanti (Grosseto) |

|                                 |           |                |
| M. Bianchi 43’ La Grotteria 77’ | Marcatori | 48’ Pietranera |

| Arbitro: | Lupo (Matera) |

|                            |           |                                        |
| Michelotti 50’ Granito 52’ | Marcatori | 10’ La Grotteria 49’ Schiavon 58’ Sesa |

| Arbitro: | G. Stefanini (Livorno) |

|          |           |                              |
| Sesa 30’ | Marcatori | 38’ Grassi 50’ Chiopris Gori |

#### Girone di ritorno
| Arbitro: | Magno (Catania) |

|                  |           |  |
| Voria 43’ (aut.) | Marcatori |  |

| Arbitro: | Manna (Isernia) |

|  |           |                    |
|  | Marcatori | 80’ M. Agostinelli |

| Arbitro: | Paparazzo (Catanzaro) |

|  |           |                             |
|  | Marcatori | 62’ Chiavarini 90+4’ Brighi |

| Arbitro: | Barletta (Bernalda) |

|           |           |            |
| Mussi 69’ | Marcatori | 37’ Turone |

| Ferrara 27 gennaio 2008 22ª giornata | SPAL              | 0 – 0 | Castelnuovo | Stadio Paolo Mazza\| Arbitro: \| Viti (Campobasso) \| |
| Arbitro:                             | Viti (Campobasso) |       |             |                                                       |

| Arbitro: | Giacomelli (Trieste) |

|                                 |           |               |
| Reccolani 58’ (rig.) Fommei 66’ | Marcatori | 62’ Franchini |

| Arbitro: | Tasso (La Spezia) |

|                    |           |                          |
| Franchini 51’, 59’ | Marcatori | 2’ Abate 43’ Scozzarella |

| Arbitro: | Di Paolo (Avezzano) |

|              |           |  |
| Machetti 87’ | Marcatori |  |

| Ferrara 2 marzo 2008 26ª giornata | SPAL                   | 0 – 0 | Prato | Stadio Paolo Mazza\| Arbitro: \| Paoloemilio (Lanciano) \| |
| Arbitro:                          | Paoloemilio (Lanciano) |       |       |                                                            |

| Arbitro: | Zonno (Bari) |

|                  |           |                         |
| La Grotteria 25’ | Marcatori | 24’ Cesca 55’ Lorenzini |

| Arbitro: | Marrocco (Pisa) |

|                     |           |                                       |
| Zini 48’ Ingari 53’ | Marcatori | 81’ M. Agostinelli 90+3’ La Grotteria |

| Arbitro: | Santonocito (Abbiategrasso) |

|           |           |  |
| Bisso 63’ | Marcatori |  |

| Giulianova 6 aprile 2008 30ª giornata | Giulianova       | 0 – 0 | SPAL | Stadio Rubens Fadini\| Arbitro: \| Irrati (Pistoia) \| |
| Arbitro:                              | Irrati (Pistoia) |       |      |                                                        |

| Arbitro: | Trentalange (Nichelino) |

|                                  |           |                             |
| M. Agostinelli 50’ Franchini 60’ | Marcatori | 13’ Spinetti 90+3’ Andriani |

| Arbitro: | La Rocca (Ercolano) |

|  |           |                         |
|  | Marcatori | 56’ (rig.) La Grotteria |

| Arbitro: | Affinito (Frattamaggiore) |

|  |           |                          |
|  | Marcatori | 3’ Girometta 49’ Granito |

| Arbitro: | M. Russo (Milano) |

|            |           |                              |
| Meloni 84’ | Marcatori | 45+1’ La Grotteria 59’ Bisso |

### Play-off
| Arbitro: | Passeri (Gubbio) |

|                             |           |             |
| Furlanetto 45+1’ Giorgi 83’ | Marcatori | 80’ Maniero |

| Arbitro: | Doveri (Aprilia) |

|                                          |           |                                   |
| Scozzarella 59’ Mortelliti 66’ Cuffa 87’ | Marcatori | 45+1’ Furlanetto 55’ La Grotteria |

### Coppa Italia Serie C

#### Girone H
| Arbitro: | Andolfatto (Bassano del Grappa) |

|  |           |           |
|  | Marcatori | 60’ Chadi |

| Arbitro: | Baracani (Firenze) |

|                         |           |  |
| Sesa 38’ Bisso 45’, 69’ | Marcatori |  |

| Arbitro: | Donati (Ravenna) |

|                                         |           |                        |
| Selva 7’ Tarozzi 20’ Colussi 63’ (rig.) | Marcatori | 12’ (aut.) Stancanelli |

| Arbitro: | Bergher (Rovigo) |

|                    |           |  |
| M. Agostinelli 77’ | Marcatori |  |

| 12 settembre 2007 5ª giornata |  | – Turno di riposo Spal |  |  |